# Rocheova mez
Rocheova mez ([rɔʃɔva]IPA) je teoretická hranice vzdálenosti, pod níž je jedno těleso, držené pohromadě pouze vlastní gravitací, roztrženo vlivem slapových sil druhého tělesa. Udává se zvlášť pro tuhá tělesa (předpokládá se zachování tvaru) a zvlášť pro tělesa kapalná (kde se bere v úvahu deformace slapovými silami). Je pojmenována podle francouzského astronoma Édouarda Rocheho, který ji teoreticky odvodil v roce 1848.

## Tuhý satelit
Tuhým satelitem se rozumí homogenní koule, která není deformována slapovými ani odstředivými silami (jsou zanedbány síly v materiálu tělesa – pevnost materiálu).

### Nerotující
Rocheova mez {\displaystyle d} vzdálenosti nerotujícího tuhého satelitu od středu většího centrálního tělesa je
{\displaystyle d=R{\sqrt[{3}]{2\rho _{M} \over \rho _{m}}}\approx 1{,}26R{\sqrt[{3}]{\rho _{M} \over \rho _{m}}}}
kde {\displaystyle R} je poloměr centrálního tělesa, {\displaystyle \rho _{M}} je hustota centrálního tělesa a {\displaystyle \rho _{m}} je hustota satelitu.
Rocheovu mez lze vyjádřit také z hmotnosti centrálního tělesa {\textstyle M={4 \over 3}\pi \rho _{M}R^{3}}:
{\displaystyle d={\sqrt[{3}]{3M \over 2\pi \rho _{m}}}\approx 0{,}782{\sqrt[{3}]{M \over \rho _{m}}}}

### Vázaně rotující
Nízké oběžné dráhy přirozených satelitů jsou obvykle kruhové a s vázanou rotací, při níž je k centrálnímu tělesu přivrácená stále stejná strana satelitu. Rotací způsobené odstředivé síly se pak přičítají k silám slapovým, což Rocheovu mez pro tuhý satelit zvyšuje na
{\displaystyle d=R{\sqrt[{3}]{3\rho _{M} \over \rho _{m}}}\approx 1{,}44R{\sqrt[{3}]{\rho _{M} \over \rho _{m}}}}
{\displaystyle d={\sqrt[{3}]{9M \over 4\pi \rho _{m}}}\approx 0{,}895{\sqrt[{3}]{M \over \rho _{m}}}}

## Vázaně rotující tekutý satelit
Tekutý satelit se protahuje slapovými silami centrálního tělesa a zplošťuje vlastní rotací, dokud nedosáhne hydrostatické rovnováhy. Zvětšení délky satelitu v důsledu této deformace dále zesiluje deformující síly a zeslabuje vlastní gravitaci satelitu. Výsledkem je pak mnohem větší hodnota Rocheovy meze, která pro vázaně rotující nestlačitelný homogenní tekutý satelit v hydrostatické rovnováze činí
{\displaystyle d\approx 2{,}46R{\sqrt[{3}]{\rho _{M} \over \rho _{m}}}\approx 1{,}52{\sqrt[{3}]{M \over \rho _{m}}}}
Výraz celkem dobře vyhovuje i pro kamenné a ledové měsíce s typickým rozměrem větším než 100 km, tedy pro tělesa plně formovaná gravitací. U těles menších vstupuje do hry jejich vnitřní pevnost.
Při poklesu pod Rocheovu mez dochází k rozpadu měsíce a formování prstence – viz obrázek.